# 두오모 광장 (피렌체)

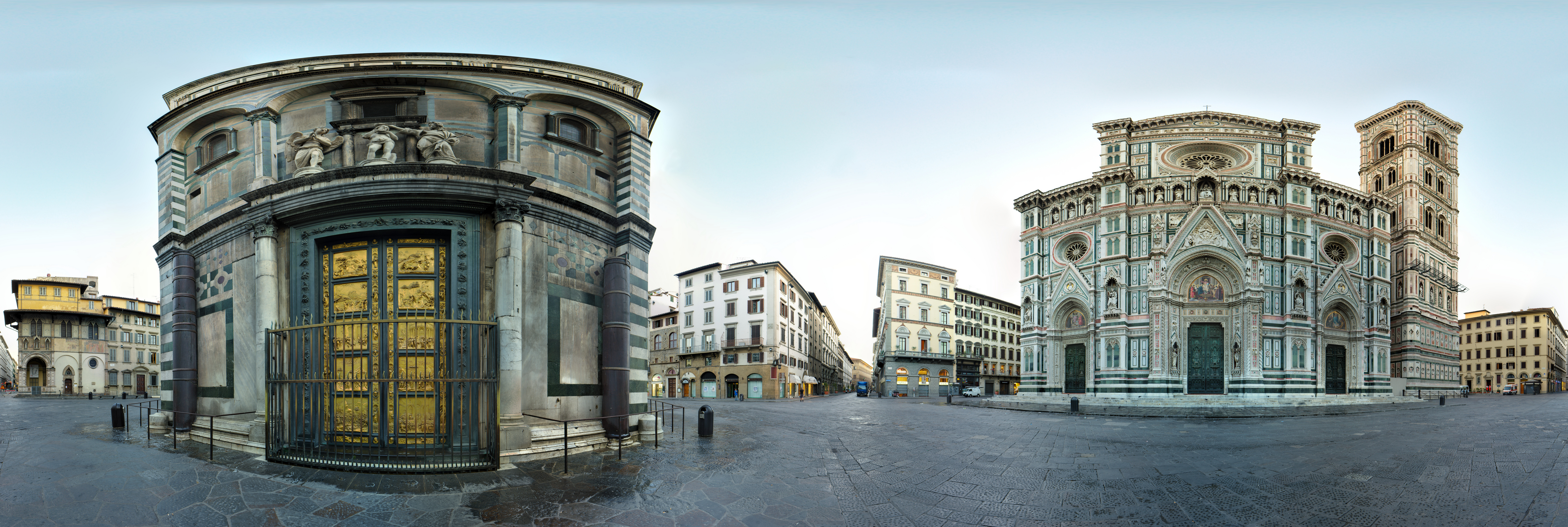
두오모 광장

두오모 광장(이탈리아어: Piazza del Duomo)은 이탈리아 피렌체에 있는 광장이다.

## 건축물
- 산타 마리아 델 피오레 대성당: 피렌체를 상징하는 성당으로, 유럽에서 가장 큰 중세 건축물이며[1] 교회 중에서는 유럽에서 네번째로 크다. 전체 길이는 153m, 높이는 116m이다.
- 조토의 종탑: 산타 마리아 델 피오레 대성당과 산 조반니 세례당과 바로 인접해 있는 종탑으로 피렌체 고딕 양식의 대표작으로 꼽힌다. 조토가 설계했다 하여 이름이 붙여진 이 종탑은 화려한 장식과 다채로운 대리석 외벽으로 장식되어 있다.
- 산 조반니 세례당: 두오모와 조토의 종탑을 지나면 보이는 팔각형 세례당. 1059년부터 1128년까지 건설되어 피렌체에서 가장 오래된 건축물 중 하나다. 피렌체식 로마네스크 양식을 띄고 있다.
- 두오모 오페라 박물관: 피렌체 대성당 바로 앞에 위치한 박물관으로, 두오모의 돔과 나머지 예술 작품들을 보존하기 위한 공간이다. 미켈란젤로, 도나텔로, 로렌초 기베르티, 루카 델라 로비아, 아르놀포 디 캄비오 외 여러 예술가들의 걸작들이 전시되어 있다.
- 로자 델 비갈로
- 베네라빌레 아르치콘프라테르니타 델라 미세리코르디아
- 카노니치 궁전
- 스트로치 디 만토바 궁전
- 토리니 박물관
- 아르치베스코빌레 궁전
- 마리뇰리 탑
- 오페라 디 산 조반니
- 산 차노비 원주

## 같이 보기
- 피렌체